# Klausul
En klausul er i juraen en tillægsbestemmelse som indskrænker eller ophæver et dokuments gyldighed, fx i en kontrakt eller et testamente:
"Kontrakten indeholder den klausul, at der ikke må bygges høje huse på byggegrunden." – "indføje en klausul i kontrakten om videresalg..."
Et eksempel på en klausul kan være, at en arbejdsgiver i en ansættelseskontrakt forbyder en medarbejder at arbejde for et konkurrerende firma.
I en livsforsikring er et eksempel på en klausul, f.eks. at forsikringsselskabet undtager dødsfald der skyldes sukkersyge, eller undtager erhvervsevnetab der skyldes en dårlig ryg.
| Jura | Spire Denne juraartikel er en spire som bør udbygges. Du er velkommen til at hjælpe Wikipedia ved at udvide den. |